# Опстерланд
Опстерланд (нід. Opsterland, нід. вимова: [ˈɔpstərlɑnt] ( прослухати)) — муніципалітет у Нідерландах, у провінції Фрисландія.

## Географія
Територія громади займає 227,64 км², з яких 224,40 км² — суша і 3,24 км² — водна поверхня. Станом на лютий 2020 року у громаді мешкало 29 698 особи.

### Населені пункти муніципалітету
Міста
- Горредейк

Села
- Баккевен
- Бетстерзваг
- Вейньєвауде
- Гемрік
- Йонкерсланд
- Лангезваг
- Ліппенгейзен
- Люксвауде
- Ню-Бетс
- Олтертерп
- Сігерсвауде
- Тейньє
- Тервіспел
- Уретерп
- Фрісхепален

## Визначні мешканці
- Фоппе де Ган (нар. 1943 у Ліппенгейзені) — нідерландський футбольний тренер